# 黒木しのぶ
黒木 しのぶ（くろき しのぶ、1910年5月15日-1964年1月15日）は、日本の女優。本名︰石崎 錦。北海道樺戸郡月形町出身。

## 経歴
札幌市立高等女学校（現北海道札幌東高等学校）卒業。北海タイムス（現・北海道新聞社）編集部勤務ののち上京し、銀座でホステスとして働く。1932年、スカウトされて日活太秦撮影所現代劇部に入社、同年『さらば東京』でデビュー。その後、『一九三二年の母』『霧の夜の客間』『モダン・マダム行状記』などに助演。『さらば東京』で共演した佐分利信と結婚し1934年に引退。1964年、肝臓癌で死去した。墓所は小平霊園。

## 出演作品
- さらば東京（1932年）
- 一九三二年の母（1932年）
- 霧の夜の客間（1932年）
- モダン・マダム行状記（1933年）
- 恋の踊子（1933年）
- 黄昏の恋路（1933年）
- 心の太陽　前後篇（1934年）

## 注記
1. ↑  北海道新聞、1982年9月23日